# Kärmu
Kärmu – wieś w Estonii, w prowincji Virumaa Zachodnia, w gminie Haljala.